# Manglares de Amapá
Los manglares de Amapá (NT1402) es una ecorregión a lo largo de la costa atlántica del estado de Amapá en Brasil. La llanura costera baja se ha formado a partir de sedimentaciones recientes, incluyendo sedimentos depositados por los ríos y sedimentos transportados hacia el norte desde la desembocadura del río Amazonas por fuertes corrientes y depositados por las mareas. Los extensos manglares crecen en las marismas costeras recién formadas y a lo largo de los bordes de los estuarios. Se funden en bosques inundados de agua dulce várzea más hacia el interior. La ecorregión está generalmente bien conservada, aunque la extracción excesiva de recursos naturales, incluida la madera y los camarones, es una preocupación.

## Ubicación
Los manglares de Amapá cubren un área de 1.550 kilómetros cuadrados (600 millas cuadradas). Corren a lo largo de la costa atlántica al norte de la desembocadura del río Amazonas hasta la desembocadura del río Cassiporé. La ecorregión está naturalmente fragmentada, con parches de manglares en desarrollo donde las condiciones son adecuadas para su crecimiento. Los manglares forman el margen costero de la ecorregión Marajó várzea. Son parte de la ecorregión global de manglares guayanés-amazónicos, que también incluye los manglares de Maranhão, los manglares de Pará y los manglares de Guayana.

## Físico
La llanura costera plana de Amapá está formada por depósitos de la época del Holoceno, y está inundada por ríos de agua dulce y por las mareas. El rango de marea es de aproximadamente 5,2 metros (17 pies), y la influencia de las mareas se extiende hasta el interior. Fuertes corrientes oceánicas corren a lo largo de la costa. Las corrientes transportan agua dulce y sedimentos de la cuenca amazónica hacia el norte, depositando los sedimentos para formar islas inestables y marismas de arcilla de grano fino que son colonizadas a medida que se forman por los manglares. Una compleja red de canales naturales corre a través de los manglares. El terreno bajo y las mareas altas permiten que los manglares alcancen los 40 kilómetros tierra adentro.
La ecorregión tiene un clima tropical húmedo. Las temperaturas medias son de 25 a 26 °C. La precipitación anual es de hasta 4.000 milímetros, con una estación seca que dura sólo dos meses.

## Ecología
La ecorregión se encuentra en el ámbito neotropical y el bioma de manglares.

### Orígenes
Un estudio de los núcleos de sedimentos de la llanura costera cerca de Calçoene da información sobre la forma en que el manglar y el bosque inundado de Várzea han evolucionado durante la época del Holoceno tardío. Los sedimentos de 2100 años antes del presente no muestran signos de manglares. Esto fue seguido por una fase donde el barro llenó depresiones y canales de marea. Los manglares se desarrollaron en el borde de los canales y el campo herbáceo en la tierra más alta. En la siguiente fase se detuvo el desarrollo de manglares y se expandió la vegetación de várzea, lo que indica más agua dulce y menos agua de mar en la zona. En la última y presente fase tanto la várzea como los manglares han ido aumentando en superficie, probablemente debido a un aumento del nivel del mar en relación con la tierra.

### Flora

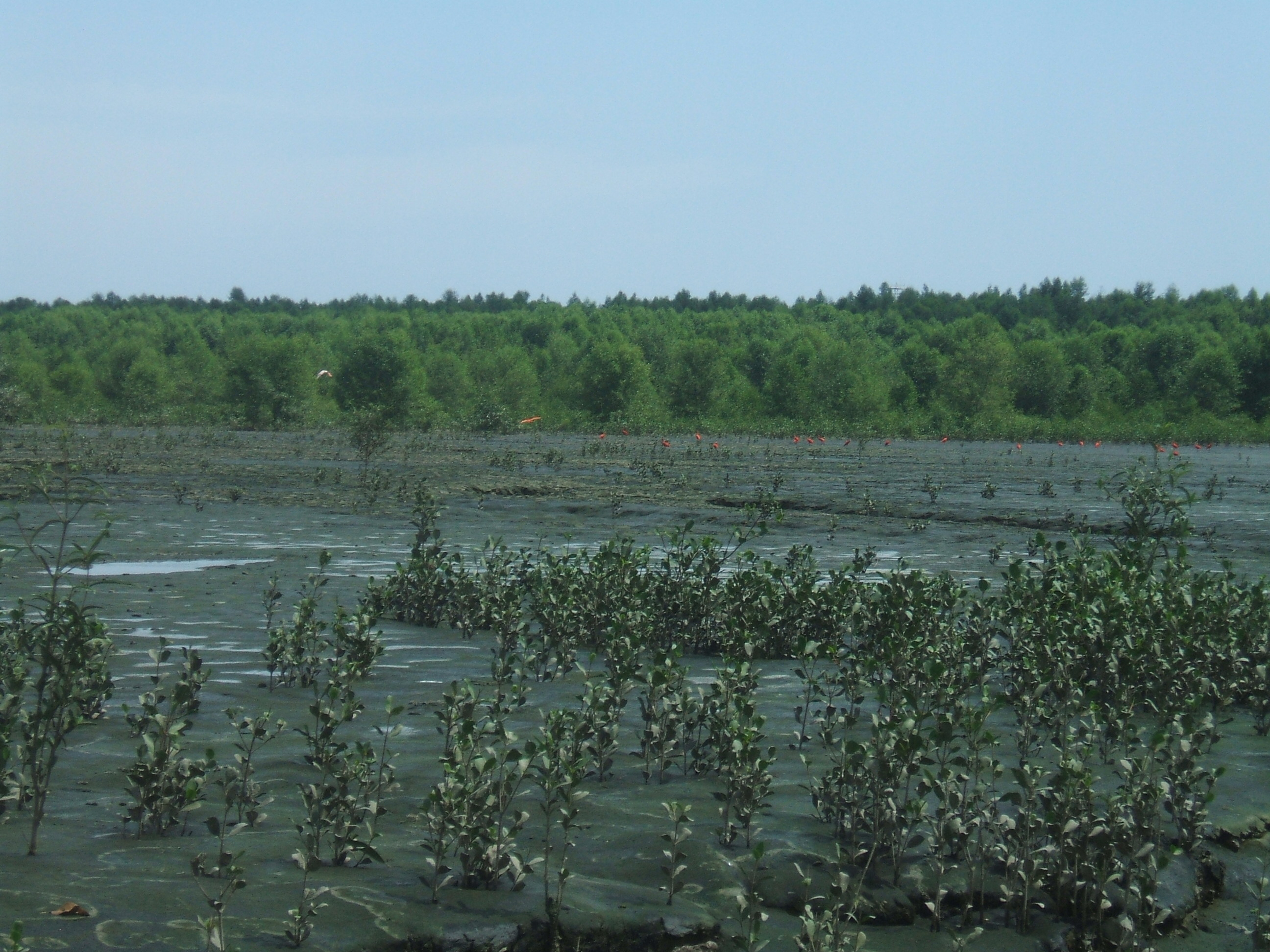
Manglar (Avicennia schaueriana) en formación

La ecorregión posee alrededor del 13% de las formaciones de manglares brasileños. Los manglares a lo largo de la llanura costera de Amapá forman zonas paralelas a la costa donde diferentes especies de manglares han respondido de manera diferente a la frecuencia de inundaciones, anegamientos, disponibilidad de nutrientes, salinidad del suelo y volumen de agua dulce de los ríos, el último dependiendo de las precipitaciones. Los densos bosques de manglares consisten principalmente en especies de Avicennia, Rhizophora y Laguncularia. Se extienden desde el nivel medio de las mareas hasta la marea alta de primavera. Los manglares se extienden tierra adentro a lo largo de los estuarios hasta por 20 kilómetros.
En la tierra costera recientemente formada, los manglares pertenecen principalmente a la familia Avicennia, con marquesinas de 15 a 20 metros de altura. Avicennia germinans y Avicennia schaueriana son comunes, con esta última creciendo hasta 45 metros de altura. Lejos de la costa, el mangle Rhizophora es más común, a menudo se encuentra detrás de una franja de Laguncularia racemosa o a veces el lirio Montrichardia arborescens. Otros manglares que se encuentran más al interior son Rhizophora racemosa, Rhizophora harrisonii, Laguncularia racemosa y Conocarpus erectus.
Las especies no arbóreas que crecen entre los manglares son Spartina alterniflora en el margen que da al mar, e Hibiscus tiliaceus y Acrostichum aureum en los márgenes interiores y parches secos dentro de los manglares. Las fuertes lluvias y el agua dulce de los muchos ríos del interior crean baja salinidad para que palmeras como el açaí (Euterpe oleracea) y Attalea speciosa y macrófitos de agua dulce como Montrichardia arborescens y Mora oleifera puedan crecer entre los manglares. Otras especies de bosques tropicales que se encuentran entre los manglares incluyen Dalbergia brownei y Rhabdadenia biflora.

### Fauna

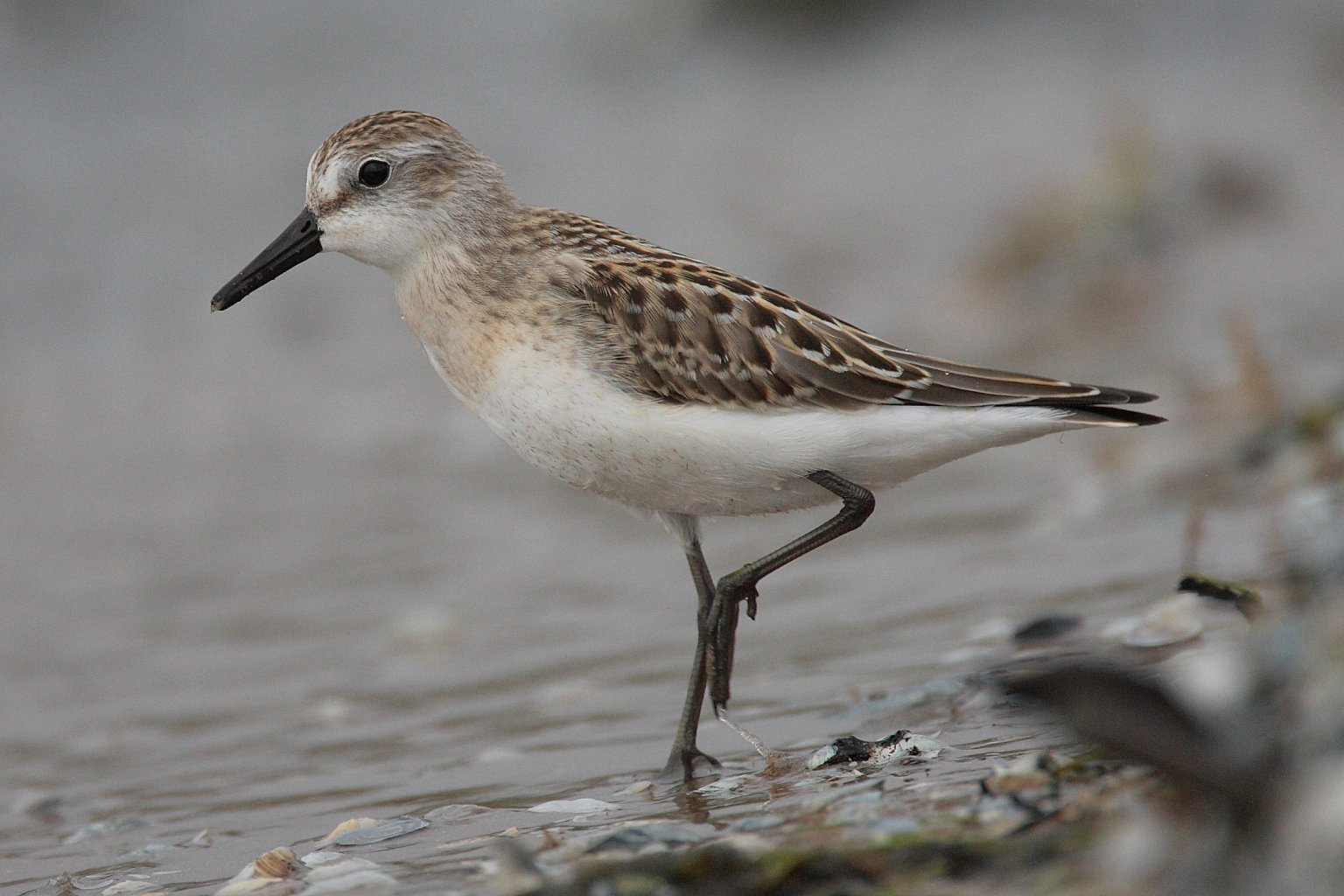
El correlimos semipalmado casi amenazado (Calidris pusilla)

Mamíferos como monos aulladores (género Alouatta), saki barbudo negro (Chiropotes satanas), capuchino de penacho (Sapajus apella), zorro cangrejero (Cerdocyon thous), tayra (Eira barbara), jaguarundi (Herpailurus yagouaroundi), ocelote (Leopardus pardalis), margay (Leopardus wiedii), jaguar (Panthera onca), puma (Puma concolor), paca de tierras bajas (Cuniculus paca), carpincho (Hydrochoerus hydrochaeris), tapir sudamericano (Tapirus terrestris), coatí sudamericano (Nasua nasua), mapache cangrejo (Procyon canccc rivorus), nutria neotropical (Lontra longicaudis), nutria gigante (Pteronura brasiliensis), tucuxi (Sotalia fluviatilis) y manatí de las Indias Occidentales (Trichechus manatus). La tortuga marina verde (Chelonia mydas) y la tortuga laúd (Dermochelys coriacea) también utilizan los manglares.
Las aves adaptadas al ambiente de manglar incluyen amazonas de alas anaranjadas (Amazona amazonica), garza cocoi (Ardea cocoi), gavilán cangrejo rufo (Buteogallus aequinoctialis), garza estriada (Butorides striata), correlimos semipalmado (Calidris pusilla), garceta grande (Ardea alba), martín pescador verde (Chloroceryle americana), conebill bicolor (Conirostrum bicolor), ani mayor (Crotophaga major), garza azul pequeña (Egretta caerulea), ibis escarlata (Eudocimus ruber) y jacana (Jacana jacana).

## Estado
Los manglares son los mejor conservados de las Américas. El Fondo Mundial para la Naturaleza otorga a la ecorregión el estatus de "Relativamente Estable/Intacta". Es relativamente inaccesible y tiene pocas personas. Los manglares proporcionan una fuente de cangrejos y mariscos a los pescadores artesanales locales, que utilizan la madera del manglar como combustible y para construir barcos y viviendas, y utilizan la corteza para hacer tanino para morir las velas de sus barcos. La principal amenaza es la explotación insostenible, en particular la extracción comercial de madera y otros productos forestales, alimentos y minerales marinos, y la conversión de la tierra en pasto. La extracción de petróleo en alta mar también representa una amenaza, ya que un derrame de petróleo podría tener un efecto devastador en los manglares y, por lo tanto, en las poblaciones de peces.
La ecorregión está protegida por varias unidades de conservación, incluyendo el parque nacional Cabo Orange. La Estación Ecológica Maracá-Jipioca protege los 602 kilómetros cuadrados de Ilhas de Maracá, dos islas a unos 5 kilómetros de la costa en el municipio de Amapá. La costa y las orillas de los arroyos están dominadas por manglares, con especies típicas de árboles en las zonas más elevadas. Las unidades de conservación forman parte del Corredor de Biodiversidad de Amapá, que contiene el mayor tramo de manglares protegidos de la América.